# Yuji Naka
Yuji Naka (em japonês: 中裕司 Naka Yuji, 17 de setembro de 1965, Osaka), creditado em alguns jogos como YU2, é um programador, designer e produtor de jogos eletrônicos japonês, sendo o ex-chefe do estúdio Sonic Team da Sega, onde trabalhou por lá por 14 anos, e mais recentemente ele trabalhou com vários desenvolvedores da Square Enix Japan. Na SEGA, Naka foi o programador principal da série Sonic the Hedgehog original no Mega Drive no início da década de 90. Naka também liderou o desenvolvimento de jogos, incluindo Nights into Dreams... (1996), Burning Rangers (1998), Sonic Adventure (1998) e três jogos da franquia Phantasy Star (1987–2000). 
Em 2006, Naka deixou a Sega para fundar a Prope, uma empresa independente de jogos. Ele se juntou à Square Enix em 2018 para dirigir o jogo de plataforma Balan Wonderworld (2021), que o reuniu com o co-criador de Sonic, Naoto Ohshima. Depois que o jogo teve um desempenho ruim, crítica e comercialmente, Naka anunciou que havia deixado a Square Enix. Em 2022, ele disse que havia sido removido de Balan Wonderworld antes de ser lançado e processou a empresa. No final de 2022, Naka foi preso duas vezes por suspeita de abuso de informação privilegiada (insider trading) na Square Enix.

## Biografia
Yuji Naka nasceu em Osaka, onde permaneceu após concluir o Ensino Médio. Chegou a trabalhar muito tempo em empregos com baixa remuneração, em que após sair de seu último, Yuji soube que a Sega estava procurando assistentes de programação.[carece de fontes?]
Após uma rápida entrevista de emprego com a Sega, Yuji foi contratado e logo começou a trabalhar no jogo Girl's Garden, que recebeu boas críticas. Em 1991 ele programou o notável jogo eletrônico Sonic The Hedgehog,  do ouriço azul Sonic que se tornou o mascote da empresa. O jogo foi lançado para o Mega Drive, concorrente direto do Super Nintendo da rival Nintendo.
Yuji trabalhou em outros jogos como Nights into Dreams, que foi lançado em 1996, e que recebeu boas críticas, mas foi ignorado pelo grande público pois naquele mesmo ano jogos como Mario 64 lançado para o Nintendo 64 e Crash Bandicoot lançado para o Sony Playstation fizeram maior sucesso e chamaram mais atenção, porém Nights into Dreams é considerado um ótimo jogo de plataforma, Naka trabalhou em Burning Rangers um jogo de bombeiros futuristas lançado em 1998, ele trabalhou também em Phantasy Star Online lançado em 2000 no Japão e em 2001 no resto do mundo. Nos jogos mais recentes é creditado como: YU2 em referência a Yu Suzuki(criador de jogos de arcade como Hang-On,Out Run,After Burner 2 e o Virtua Fighter), Yuji Naka também chegou a trabalhar em uma versão de um emulador de Nes (Famicom no Japão), mas que nunca foi lançado por razões legais, este talvez seja o primeiro software de emulação a ter sido criado para um console.
Em 8 de maio de 2006, Yuji deixou seu cargo na Sega e abriu seu próprio estúdio, o Prope.
Em 17 de novembro de 2022, Yuji foi preso acusado por uso de informações privilegiadas que estava relacionada ao jogo para celular Dragon Quest Tact.

## Ludografia
| Ano          | Jogo                                   | Publicadora                       |
| ------------ | -------------------------------------- | --------------------------------- |
| 2008         | Let's Tap                              | SEGA Corporation                  |
| 2008         | Let's Catch                            | SEGA Corporation                  |
| 2006         | Sonic Riders                           | SEGA of America, Inc.             |
| 2005         | Sonic Rush                             | SEGA of America, Inc.             |
| 2005         | Shadow the Hedgehog                    | SEGA of America, Inc.             |
| 2005         | Sonic Gems Collection                  | SEGA Corporation                  |
| 2004         | Astro Boy                              | SEGA Corporation                  |
| Desconhecido | Sonic 1 GBA                            | SEGA Corporation                  |
| 2004         | Feel the Magic XY/XX                   | SEGA Corporation                  |
| 2004         | Puyo Pop Fever                         | THQ, Inc.                         |
| 2004         | Sonic Advance 3                        | THQ, Inc.                         |
| 2004         | Sonic Mega Collection Plus             | SEGA of America, Inc.             |
| 2003         | Sonic Adventure DX: Director's Cut     | SEGA Corporation                  |
| 2003         | Sonic Battle                           | THQ, Inc.                         |
| 2003         | Sonic Heroes                           | SEGA Corporation                  |
| 2003         | Sonic Pinball Party                    | SEGA Corporation                  |
| 2002         | Sonic Mega Collection                  | SEGA Corporation                  |
| 2001         | Sonic Advance                          | SEGA Corporation                  |
| 2001         | Sonic Adventure 2                      | SEGA of America, Inc.             |
| 2000         | Samba de Amigo                         | SEGA Corporation                  |
| 2000         | Sega Smash Pack 2                      | Activision Value Publishing, Inc. |
| 1999         | ChuChu Rocket!                         | SEGA Enterprises Ltd.             |
| 1998         | Sonic Adventure                        | SEGA Enterprises Ltd.             |
| 1997         | Sonic Jam                              | SEGA Corporation                  |
| 1997         | Sonic R                                | SEGA Corporation                  |
| 1996         | NiGHTS into Dreams...                  | SEGA Corporation                  |
| 1996         | Sonic 3D Blast                         | SEGA Corporation                  |
| 1994         | Sonic & Knuckles                       | SEGA Corporation                  |
| 1994         | Sonic the Hedgehog 3                   | SEGA of America, Inc.             |
| 1993         | Sonic the Hedgehog: Spinball           | SEGA Corporation                  |
| 1992         | Sonic the Hedgehog 2                   | SEGA Corporation                  |
| 1991         | Sonic the Hedgehog                     | SEGA Enterprises Ltd.             |
| 1990         | Phantasy Star III: Generations Of Doom | SEGA Enterprises Ltd.             |
| 1989         | Phantasy Star II                       | SEGA Corporation                  |
| 1987         | Phantasy Star                          | SEGA Enterprises Ltd.             |
| 1986         | F16 Fighting Falcon                    | SEGA Corporation                  |
| 1986         | Spy vs. Spy                            | SEGA Corporation                  |